# 銀色事件
《銀色事件》是由草蜢工作室開發、ASCII於1999年發行的文字冒险游戏，對應PlayStation平台。
續作《銀色事件25區》於2005年發行，面向日本行動電話設備。
《銀色事件》後高清復刻至Microsoft Windows（2016年）、macOS（2016年）、PlayStation 4（2017年）、Linux（2017年）等平台；並於2021年2月，同《銀色事件25區》一道以合輯《銀色事件2425》名義登陸任天堂Switch平台。